# Neda Agha-Soltan
Neda Agha-Soltan (persisch ندا آقاسلطان, anhörenⓘ; * 1982; † 20. Juni 2009 in Teheran) war eine iranische Studentin aus Teheran. Sie wurde durch ein im Internet verbreitetes Video weltweit bekannt, das augenscheinlich ihr Sterben zeigt. Laut Augenzeugenberichten wurde sie während der Proteste nach der iranischen Präsidentschaftswahl 2009 durch den Pistolenschuss eines Mitglieds der Basidschmilizen getötet.
Der Vorname Neda, der auf Persisch „Stimme“ oder „Ruf“ bedeutet, wurde in den Folgetagen von Protestierern gegen die angenommene Wahlfälschung in Teheran und auf Solidaritätsdemonstrationen in Europa und den USA skandiert und damit zum Symbol für den Widerstand der iranischen Opposition. Die britische Tageszeitung The Times kürte Neda Agha-Soltan im Dezember 2009 zur Person des Jahres.

## Todesumstände

### Videos

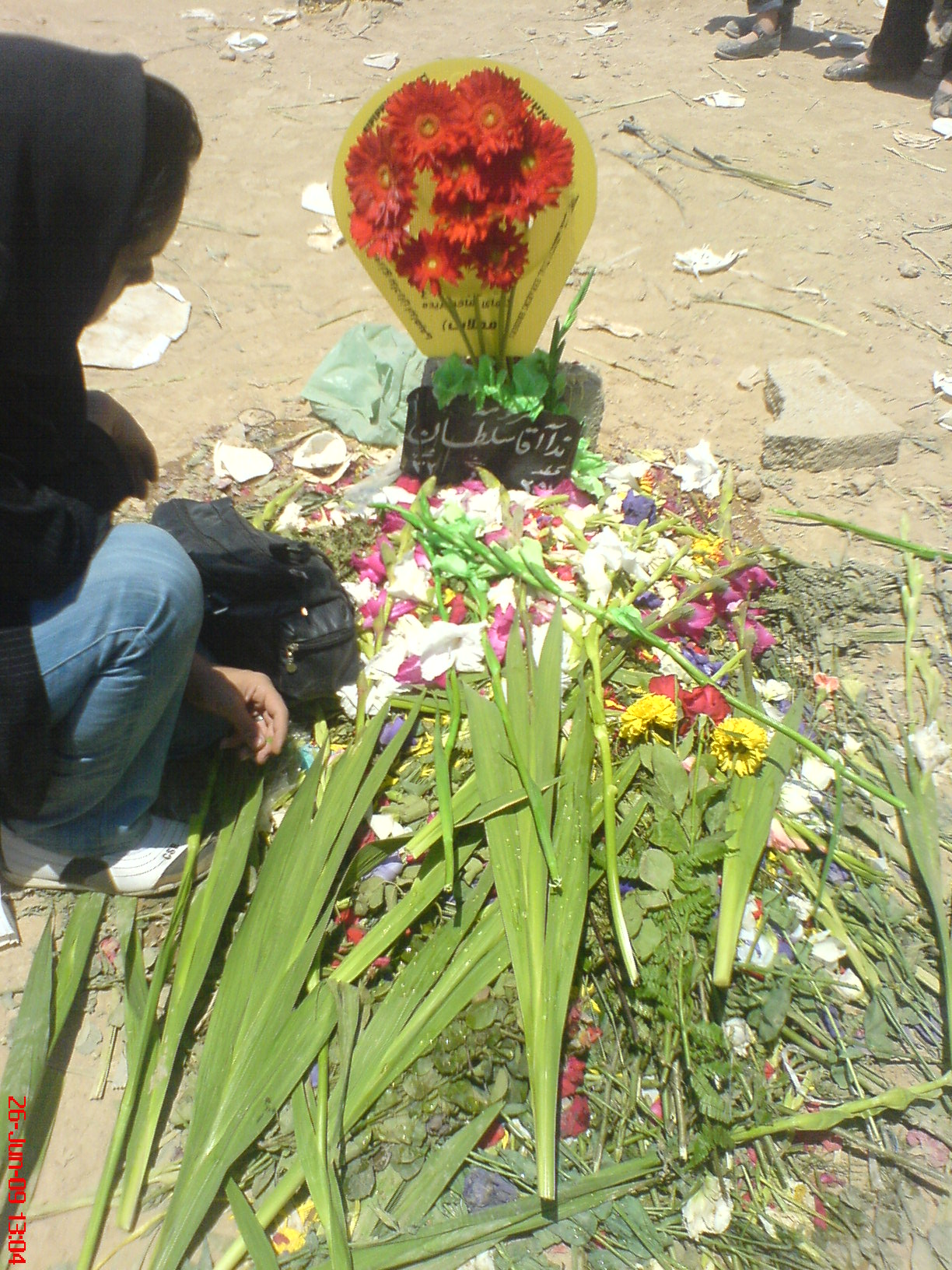
Das Grabmal von Neda Agha-Soltan wurde sehr schnell von Blumen der Besucher bedeckt.

Das knapp 40 Sekunden dauernde Video zeigt eine junge Frau, die inmitten einer Menschenmenge rückwärts zu Boden einer Straße fällt, während sich eine Blutlache unter ihrem Körper ausbreitet. Zwei Männer versuchen ihr zu helfen, pressen ihre Hände auf ihren Brustkorb. Nach wenigen Sekunden rollen ihre Augen zur Seite, Blut quillt aus ihrem Mund und ihrer Nase; die Augen brechen, während die Männer schreien. Dann bricht das Video ab.
Ein zweites Video zeigt dieselbe Szene aus einem anderen Blickwinkel; für einen kurzen Moment ist zwischen den schreienden Männern das blutüberströmte Gesicht der Frau mit bereits gebrochenen Augen sichtbar. Ein drittes Video zeigt eine junge Frau mit einem Begleiter im gestreiften Hemd – offenbar einem der Männer, der auf den anderen Videos als einer der Helfer sichtbar ist – als Teilnehmer an einer iranischen Protestdemonstration.
Der erste, wahrscheinlich mit einer Handykamera aufgenommene Clip wurde als E-Mail-Anhang in die Niederlande gesandt, von dort aus zuerst über die Webseiten Facebook und Twitter hochgeladen und dann über YouTube massenhaft weiterverbreitet. In den ersten Versionen gibt ein Kommentator, der sich als Augenzeuge vorstellt, 19:05 Uhr am 20. Juni 2009 als Zeitpunkt und den Karekar-Boulevard, Ecke Khosravi-Straße und Salehi-Straße in Teheran, als Ort des gezeigten Geschehens an. Die junge Frau sei von der Kugel eines Scharfschützen der iranischen Revolutionsgarde ins Herz getroffen worden. Er sei als Arzt zu Hilfe geeilt. Die Kugel sei wohl im Brustkorb der Frau explodiert, so dass sie in weniger als zwei Minuten tot gewesen sei. Ein beistehender Freund habe den Film aufgenommen. Er bat um dessen Verbreitung.
Spätere Versionen mit englischen Untertiteln übersetzen die Schreie der Männer wie folgt:

„Hab keine Angst, Neda!
 Bleib bei mir, Neda, mein Kind, mein Kind, bleib bei mir!
 Such jemanden, der sie im Auto mitnimmt!“

Als Rufer des zweiten Satzes wurde zunächst der Vater der jungen Frau vermutet.

### Darstellung von Zeugen
Ein Iraner, der sich als Nedas Verlobter Caspian Makan bezeichnete, sagte dem persischen Sender der BBC am 21. Juni 2009, sie habe sich mit ihrem Musiklehrer in einem PKW einige Straßen entfernt vom Zentrum des Protestes befunden, des Amir-Abad-Bereichs. Der Pkw sei in einem Verkehrsstau stecken geblieben und sie sei wegen der Hitze ausgestiegen. Dann sei sie in die Brust geschossen worden, sehr wahrscheinlich durch den gezielten Schuss eines Basij-Milizionärs. In wenigen Minuten sei sie tot gewesen. Man habe versucht, sie in das nächste Krankenhaus zu bringen, doch es sei zu spät gewesen.
Die Behörden hätten das Einverständnis der Angehörigen verlangt, Teile ihres Leichnams zur Transplantation freizugeben, ohne mitzuteilen, was genau man damit tun wolle. Die Familie habe dem schließlich zugestimmt, um sie rasch bestatten zu können. Der engste Kreis ihrer Angehörigen habe sie am Nachmittag desselben Tages auf dem Behescht-e Zahra-Friedhof in Süd-Teheran beerdigt. Er habe dort eine Reihe frisch ausgehobene Gräber gesehen und den Eindruck gehabt, diese seien für mögliche weitere Todesopfer der Proteste bestimmt gewesen. Einen für den 22. Juni geplanten Gedenkgottesdienst der Familie in einer Moschee und alle weiteren Versammlungen hätten die Behörden verboten, um unerwünschte Demonstrationen zu verhindern. Sie seien sich darüber im Klaren, dass die ganze Welt vom Tod der jungen Frau wisse.
Ein Iraner namens Hamid Panahi, der sich als ihr Musiklehrer bezeichnet, und eine ungenannte Frau, die sich als Nedas Freundin bezeichnet, berichteten Vertretern der Los Angeles Times im Iran am 21. Juni 2009: Neda Agha-Soltan sei in Teheran als zweites von drei Kindern geboren. Ihr Vater arbeitete für die Regierung. Die Familie gehöre zur Mittelklasse. Neda habe islamische Philosophie an der Azad-Universität Teheran studiert, dann aber Reisebegleiterin in der Tourismusbranche werden wollen. Dazu habe sie Türkischkurse belegt. Reisen sei ihre Leidenschaft gewesen, und sie habe in den vergangenen Jahren Pauschalreisen nach Dubai, Thailand und in die Türkei unternommen. Zwei Monate vor ihrem Tod sei sie bei Antalya am Mittelmeer gewesen.
Sie habe Musik geliebt, besonders persischen Pop, und Klavier- und Gesangsunterricht genommen. Sie sei keine Aktivistin gewesen, sondern habe nur wegen des Wahlergebnisses an den Samstagsprotesten teilgenommen. Sie habe die Ungerechtigkeit des angeblichen Wahlausgangs nicht ertragen und dies durch ihre Anwesenheit bei den Protesten zeigen wollen. Eine Freundin habe sie am 19. Juni 2009 nach dem Freitagsgebet gebeten, dies wegen der Gefahr am Folgetag zu unterlassen, doch sie habe nicht darauf gehört.
Er, Panahi, habe sie am 20. Juni mit zwei weiteren Freunden begleitet. Ihr Pkw sei auf dem Weg zum Freiheitsplatz wegen eines Verkehrsstaus in der Karegar-Straße nach 18:30 Uhr stecken geblieben. Sie seien aus dem Auto gestiegen, hätten keine Steine geworfen und keinerlei aggressive Gesten gemacht. Dann habe er ein Schussgeräusch gehört und Neda gleich darauf niederfallen sehen. Weitere Schüsse habe er nicht gehört. Er und ein Mann, der sich als Arzt vorstellte, hätten versucht, die Blutung aus ihrem Hals mit ihren Händen aufzuhalten. „Ich brenne, ich brenne“, seien Nedas letzte Worte gewesen. Sie hätten sie mit einem anderen PKW zum Shariati-Krankenhaus gebracht, aber sie sei schon tot gewesen.
Die Familie habe sie am Sonntag auf dem Behescht-e Zahra-Friedhof in Teheran bestattet. Die Behörden hätten ihr eine öffentliche Ansprache und laute Trauergesänge, Gedenkgottesdienste in einer Moschee und öffentliche Interviews verboten und das Abreißen der üblichen schwarzen Trauerbanner von der Frontseite ihres Wohnhauses befohlen. Die Angehörigen und Freunde glaubten, dass regierungstreue Paramilitärs, Basij- oder Hisbollah-Milizen, für Nedas Tod verantwortlich seien. Panahi habe von weiteren Augenzeugen erfahren, dass Sicherheitsleute in Zivilkleidung sich in der Nähe aufgehalten hätten.
Nach einem unbestätigten Korrespondentenbericht der britischen Zeitung The Guardian vom 25. Juni 2009 sollen Sicherheitskräfte die Familie Soltan bereits am Abend des 20. Juni 2009 zum Auszug aus ihrer Wohnung in der Meshkini-Straße genötigt haben. Nach Aussagen von Nachbarn habe die Familie nicht einmal die Leiche Nedas zurückerhalten. Sie sei ohne Benachrichtigung der Familie bestattet, die übliche Trauerzeremonie in einer Moschee und Traueranzeige am Haus seien verboten worden. Die Nachbarn seien durch anonyme Anrufe gewarnt worden, anderen von ihrer Erschießung zu erzählen.
Am 25. Juni 2009 veröffentlichte die BBC ein Interview mit Arash Hejazi, einem in Oxford wohnhaften iranischen Arzt. Er habe sich zur Tatzeit beruflich in Teheran aufgehalten, sich am Abend des 20. Juni unter die Demonstranten gemischt und nur wenige Meter von Neda Agha-Soltan entfernt gestanden, als sie der tödliche Schuss traf. Er habe das Schussgeräusch gehört, aber ein Freund habe ihn beruhigt: Die Teheraner Polizei verwende nur Plastikgeschosse. Dann habe er das Blut aus dem Oberkörper der Frau strömen sehen. Er habe Erste Hilfe zu leisten versucht und vermutet, dass die Kugel von vorn die Aorta und Lunge getroffen habe. Sie sei im Pkw auf dem Weg zum nächsten Krankenhaus in seinen Armen gestorben.
Der andere Mann neben ihm auf dem Video sei nicht der Vater, sondern der Musiklehrer der Frau gewesen. Die Demonstranten hätten den mutmaßlichen Schützen kurz nach dem Vorfall entdeckt, entwaffnet, ihm seinen Ausweis abgenommen und ihn fotografiert. Es sei ein der Miliz angehörender Motorradfahrer gewesen, kein Scharfschütze auf einem Dach, wie man zuerst angenommen habe. Er habe ihn sagen gehört: Ich wollte sie nicht töten. Einige hätten ihn lynchen wollen, andere hätten dies verhindert und gesagt: Wir sind keine Mörder. Sie hätten überlegt, ihn der Polizei auszuliefern. Da diese aber selbst gegen die Demonstranten vorging, habe man ihn laufen lassen. Wegen der Fälschungsvorwürfe der iranischen Medien habe er sich entschlossen, mit diesen Details an die Öffentlichkeit zu gehen, damit Neda nicht umsonst gestorben sei.
Der brasilianische Dichter Paulo Coelho bestätigt Hejazis Darstellung. Er identifizierte einen der beiden Männer auf dem Video am 20. Juni 2009 als seinen Freund und Übersetzer seiner Bücher und nahm durch E-Mails Kontakt mit ihm auf, um seinen Aufenthaltsort herauszufinden. Am 23. Juni 2009 habe Hejazi ihm geantwortet, er halte sich versteckt und wolle so bald wie möglich aus dem Iran ausreisen, um sich in Sicherheit zu bringen. Er werde sich nach Ankunft in Großbritannien wieder melden. Dies sei dann geschehen. Coelho veröffentlichte diesen Briefwechsel in seinem Blog.

### Darstellung iranischer Regierungsvertreter
Der iranische Staatssender Khabar behauptete am 23. Juni 2009, das Video von Neda Agha-Soltans Erschießung sei gefälscht worden. Später hieß es in offiziellen Berichten, sie sei von unbekannten Terroristen getötet worden. Nach einem Bericht der staatlichen Nachrichtenagentur Fars vom 24. Juni 2009 bestreitet die Teheraner Polizei, scharfe Schusswaffen gegen Demonstranten eingesetzt zu haben. Ein Kundgebungsteilnehmer habe wild um sich geschossen und die Frau dabei zufällig in den Hinterkopf getroffen. Dies hätten Zeugenbefragungen und gerichtsmedizinische Untersuchungen ergeben. Die Waffe des Schützen sei aus dem Ausland eingeschmuggelt worden.
Der iranischen Regierungszeitung Javan zufolge soll Neda Agha-Soltan selbst zu den Basij-Milizen gehört haben. Der britische BBC-Journalist Jon Leyne, der zuvor wegen seiner aktuellen Iran-Berichterstattung ausgewiesen wurde, habe Mörder beauftragt, sie zu erschießen, um ihren Tod filmen zu können und so die iranische Regierung zu beschuldigen.
Der Ayatollah Ahmad Chatami behauptete in seiner Freitagspredigt am 26. Juni 2009, die Frau sei bewusst von Demonstranten erschossen worden, um Propaganda gegen die Regierung des Iran machen zu können: Sie wurde getötet, damit jemand wie Obama Krokodilstränen vergießen kann.
Am 29. Juni 2009 berichtete seine Website, der amtierende iranische Präsident Mahmud Ahmadinedschad habe den Chef der iranischen Justizbehörde, Ayatollah Mahmud Haschemi Schahrudi, mit der Untersuchung von Neda Agha-Soltans „Ermordung“ beauftragt. Sie sei abseits der Demonstrationen auf eine „völlig verdächtige Weise“ durch „unbekannte Agenten“ ermordet worden. Diese müssten identifiziert werden. Westliche Medien, Gegner und Feinde der iranischen Nation versuchten den „herzzerreißenden“ Vorfall politisch auszunutzen, um das klare Bild der Islamischen Republik zu beschädigen. Darum habe er Shahroudi angewiesen, den Fall ernsthafter zu verfolgen, die Täter zu fassen, ihnen den Prozess zu machen und die Ergebnisse dem iranischen Volk mitzuteilen.
Die iranische Internetagentur „Raja News“ bezichtigt britische Agenten der „unrechtmäßigen Tötung unserer lieben Bürgerin Neda“.
Der Polizeichef des Iran, Brigadegeneral Esmail Ahmadi-Moqaddam, soll Arash Hejazi einer Verschwörung mit ausländischen Feinden gegen die Islamische Republik beschuldigt und ihm Strafverfolgung bei Heimkehr in sein Land angedroht haben.
Im Januar 2010 behauptete der iranische englischsprachige Nachrichtensender Press TV in einer landesweit ausgestrahlten Sendung, das Video von Nedas Sterben sei inszeniert.

## Folgen

### Iran
Am 20. Juni 2009 waren bei den Protesten neben Neda Agha-Soltan mindestens neun weitere Personen durch Schüsse der Sicherheitskräfte getötet worden. Am 30. Juli 2009 wollten nach Zeugenaussagen tausende Iraner, darunter viele Familienangehörige der Todesopfer und die Oppositionsführer Mir Hossein Mussawi und Mehdi Karroubi, gegen den Wahlausgang und die Gewalt des Regimes an Neda Agha-Soltans Grab einen Trauergottesdienst feiern. Regierungstruppen und zivil gekleidete Basijmilizen hätten dies mit Tränengas, Schlagstöcken und Warnschüssen verhindert. Nedas Mutter habe ihre erklärte Absicht, an dem Gottesdienst teilzunehmen, fallengelassen und stattdessen Kerzen in einem Park in der Nähe ihres Wohnhauses entzündet.
Hadschar Rostami Motlagh, die wegen einer Krankheit ihres Gatten die Familienangelegenheiten regelt, hatte geplant, die im Iran üblichen Trauerrituale am 40. Tag nach dem Tod am Grab ihrer Tochter Neda zu feiern. Am Vormittag des 30. Juli nahm sie jedoch davon Abstand, offenbar nachdem das Regime ihr für diesen Fall gedroht hatte. Sie teilte westlichen Medien telefonisch mit, dass sie nicht für neue Tote bei Zusammenstößen zwischen Demonstranten und iranischen Sicherheitskräften mitverantwortlich sein wolle. Sie habe sich einen Anwalt genommen, um den Todesfall ihrer Tochter aufzuklären, da sie der Darstellung des Regimes nicht glaube. Auch hoffe sie auf eine unabhängige Parlamentskommission. Die Behörden hatten die geplante Trauerdemonstration verboten und lösten sie gewaltsam auf, nachdem Oppositionelle sich gegen 18:00 Uhr des Tages dennoch ungenehmigt massenhaft am Grab Nedas versammelten.
Im August 2009 erschienen im Internet Fotografien eines Dienstausweises der Basijmilizen, der einem Mann namens Abbas Kargar Javid gehört, sowie eines vom iranischen Innenministerium ausgestellten Ausweises dieses Mannes. Hejazi bezeugte gegenüber der Londoner Times am 20. August, dies sei der Mann, den Demonstranten am 20. Juni kurz nach dem Schuss auf Neda Agha-Soltan als mutmaßlichen Motorrad fahrenden Schützen ergriffen und dessen Ausweise sie fotografiert hätten. Bekannte von ihm hätten Javids kurzzeitiges Festgehaltenwerden ebenfalls beobachtet und gehört, dass er sich als Schütze bekannt habe, der Neda nicht habe töten wollen, und könnten seine Identität mit dem Mann auf dem Ausweis bezeugen. Er sei abgestoßen, dass das iranische Regime, das in den letzten zehn Wochen viele friedliche Demonstranten inhaftiert, gefoltert und getötet habe, nach seiner Kenntnis keinerlei Maßnahmen gegen den Täter ergriffen habe. Dies zeige, wie unfair die gegenwärtige Lage im Iran sei.

### Ausland
In einer internationalen Pressekonferenz in Washington, D.C. nahm US-Präsident Barack Obama am 23. Juni 2009 zu der Erschießung Neda Agha-Soltans Stellung: Er habe das Video ihres Todes gesehen, es sei „herzzerreißend“. Zugleich lobte er an ihrem Beispiel „den Mut und die Würde“ der iranischen Demonstranten, besonders der Frauen. Ihr Verlust sei „brutal und außergewöhnlich schmerzlich“:

„Aber wir wissen auch: Diejenigen, die sich für Gerechtigkeit einsetzen, sind immer auf der richtigen Seite der Geschichte.“

Caspian Makan wurde nach eigenen Angaben infolge seiner Teilnahme an den Protesten für 65 Tage im Iran inhaftiert, floh nach seiner Entlassung über die Türkei in den Westen und erhielt politisches Asyl in Kanada. Er gab westlichen Medien zahlreiche Interviews mit neuen Details zu Nedas Einstellung zur iranischen Opposition. Zwar sei sie nicht politisch aktiv gewesen, habe die Proteste nach deren Beginn aber aktiv unterstützen wollen und dabei Todesahnungen geäußert. Das ganze Regime sei für ihren Tod verantwortlich; der Ausweis des Täters sei ein Beweisstück, auch falls sein Name darin nicht stimme.
Im März 2010 reiste Makan auf Einladung eines israelischen Fernsehsenders nach Israel und traf dort am 22. März auf eigenen Wunsch Schimon Peres, den derzeitigen Staatspräsidenten. Diesem stellte er Neda Agha-Soltan als Freiheitskämpferin dar, die sich in intensiven Gesprächen mit ihm der Risiken ihres Engagements bewusst gezeigt habe. Peres drückte seine Anteilnahme und Hoffnung aus, dass Nedas Tod dem Freiheitskampf der iranischen Opposition zum Sieg verhelfen werde. Bei der Abreise erklärte Makan nach israelischen Zeitungsberichten, er sei als Botschafter des Friedens für sein Volk nach Israel gekommen.
Makans Israelbesuch und seine von dort berichteten Aussagen stießen auf Kritik bei manchen Exiliranern. Die in Großbritannien für die iranische Opposition wirkende Journalistin Masih Alinejadse bezweifelt, dass Makan bei Neda Agha-Soltans Tod mit ihr verlobt war, da ihre Schwester ihr nur von einer kurzen, neun Monate früher beendeten Beziehung der beiden berichtet habe. Er habe daher nicht das Recht, in ihrem Namen und dem der iranischen Opposition aufzutreten. Anderen Iranern zufolge beschädige sein Israelbesuch mit dem Anspruch eines iranischen Botschafters deren Ansehen, da Israel seinerseits Menschenrechte verletze. Nedas Mutter bestätigte in einem BBC-Interview zwar Makans Beziehung zu ihrer Tochter und beider geplante Heirat, bestritt ihm aber ebenfalls das Recht, für Nedas Familie, die iranische Opposition und das iranische Volk zu sprechen. Er solle Nedas Namen nicht missbrauchen, sondern sie in Frieden ruhen lassen. Mit seinem Israelbesuch habe er sich „ruiniert“; damit bezog sie sich auf ein iranisches Gesetz, das Iranern verbietet, nach Israel einzureisen und sie andernfalls ausbürgert.
Makan bestritt die von ihm zitierte Aussage in Israel; er habe sich nur im Namen aller Iraner bei Peres für dessen Geschenk einer Friedenstaube bedankt.

### Verwechslung
Die ermordete Neda Agha-Soltan wurde seit ihrem Todestag in internationalen Medien weltweit mit einer Fotografie von der Facebook-Seite einer anderen, lebenden Iranerin namens Neda Soltani dargestellt. Diese war Anglistik-Dozentin an der Islamischen Azad-Universität Damavand, an der Neda Agha-Soltan studiert hatte. Trotz ihrer Hinweise auf die Verwechslung bei Facebook verwendeten einige Journalisten ihr Foto weiterhin. Soltani gab an, sie sei daraufhin in vielen Briefen als Agentin der Islamischen Republik Iran verdächtigt worden, die Zugang zu Neda Agha-Soltans Facebook-Benutzerkonto erhalten habe und das „Gesicht“ einer „Heldin“ zerstören wolle, das zugleich Symbol von Widerstand und Opposition sei. Zudem habe der iranische Geheimdienst die falsche Verwendung ihres Bildes in den internationalen Medien dazu nutzen wollen, die Tötung von Neda Agha-Soltan als fingierte ausländische Propaganda darzustellen. Iranische Agenten hätten sie bezichtigt, eine Spionin der CIA zu sein. Viele ihrer Freunde hätten sich wegen der Situation und Gefahr von ihr abgewandt. Mit der Weiterverwendung ihres Fotos wider besseres Wissen hätten westliche Medien sie wissentlich in Gefahr gebracht. Einige iranischen Offizielle hätten weiter behauptet, sie sei mit Neda Agha-Soltan identisch und habe ihre eigene Tötung inszeniert.
Soltani floh aufgrund dieser Folgen der Verwechslung aus dem Iran und beantragte in Deutschland politisches Asyl. Am 15. Mai 2012 veröffentlichte sie das Buch Mein gestohlenes Gesicht.